# Robledo de Corpes
Robledo de Corpes è un comune spagnolo di 55 abitanti situato nella comunità autonoma di Castiglia-La Mancia.